# Syntrichia caninervis
Syntrichia caninervis (лат.) — вид мхов семейства Поттиевые (Pottiaceae) порядка Поттиевые (Pottiales).

## Распространение и экология
Северная Америка, Евразия (включая Россию, Кавказ, Ближний Восток, Монголию и Китай), Африка. Это доминирующий вид в сообществе кустарников колеогине в пустыне Мохаве на юго-западе США. Syntrichia caninervis адаптирован к чрезвычайно сухим условиям. Он способен расти в экстремальных пустынных ландшафтах, таких как Тибет, Антарктида и приполярные регионы, как часть биологических почвенных корок — сообщества живых организмов на поверхности почвы в засушливых и полузасушливых экосистемах. В пустыне Мохаве Syntrichia caninervis является наиболее распространённым мхом. Его продолжительность жизни составляет более 100 лет.

## Экстремофил
Исследование, опубликованное в 2024 году, показало, что этот экстремофильный вид мха способен выдерживать атмосферу, состоящую на 95 % из углекислого газа, температуру от −60 °C до 20 °C, воздействие гамма-излучения дозой до 500 Гр и замораживание в течение нескольких лет. Потеряв >98 % клеточного содержания воды, он может восстановить фотосинтетическую и физиологическую активность в течение нескольких секунд после регидратации. Неповреждённые растения могут переносить сверхнизкие температуры и восстанавливаться даже после хранения в морозильной камере при −80 °C в течение 5 лет или в жидком азоте в течение 1 месяца. Способность выдерживать такие экстремальные условия сделала его кандидатом для возможного будущего поселения на планете Марс.

## Охранный статус
Вид включён в Красные книги Белгородской (под названием Синтрихия седожилковая) и Курской областей (там два названия, Синтрихия седожилковая, Синтрихия пустынная).